# Septicius
Septicius (castellanizado como Septicio o Septiciano) fue un antiguo orfebre romano activo en Roma en la segunda mitad del siglo I d. C. En aquella época fue conocido como un maestro fabricante de platería. Se sabe que los objetos elaborados por Septicius eran económicos.
Septicius solo es conocido, de forma conjetural, por la tradición literaria. Se le menciona dos veces en los Epigramas del poeta latino Marcial, y por lo tanto debe haber estado activo durante el reinado del emperador Domiciano (81-96). Aunque Septicius era evidentemente uno de los miembros más respetados de su profesión, Marcial tiende a despreciarlo. El argentum septicianum (plata septiciana) lleva, de este modo, su nombre; Marcial también nombra la libra septiciana, libra reducida de 12 a 8'5 onzas y, por tanto, de menor valor.

## Literatura
- Stein, Arthur: Septicius 3. En: Pauly's Realencyclopädie der arqueología clásica (RE). Volumen II A,2, Stuttgart 1923, columna 1557.
- Baratte, François: Septicius. En: Rainer Vollkommer (editor): Artista léxico de la antigüedad. Más de 3800 artistas de tres milenios. Nikol, Hamburgo 2007, ISBN 978-3-937872-53-7, página 815.